# Ulmus uyematsui
Ulmus uyematsui là một loài thực vật có hoa trong họ Ulmaceae. Loài này được Hayata miêu tả khoa học đầu tiên năm 1913.

## Hình ảnh

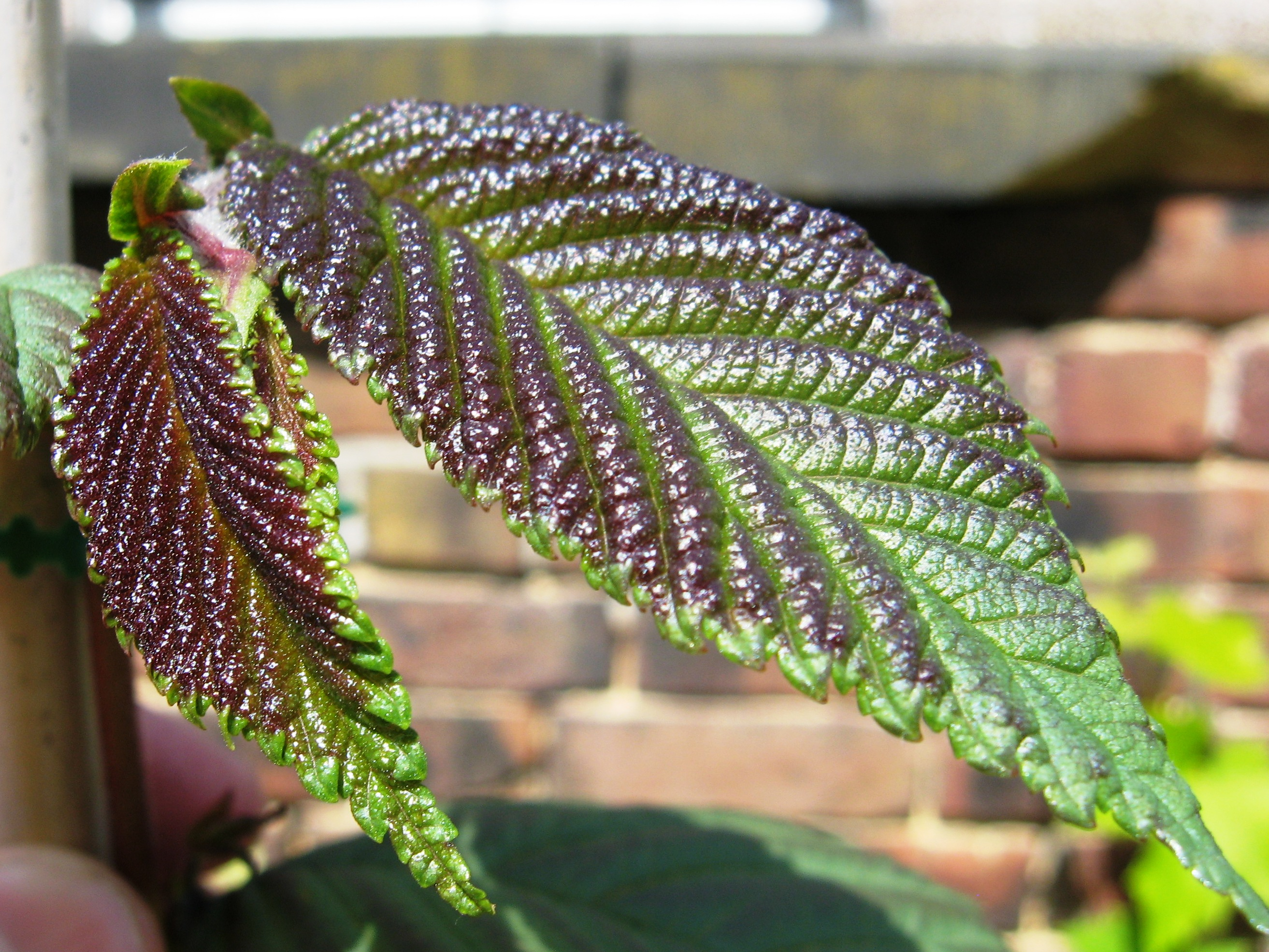
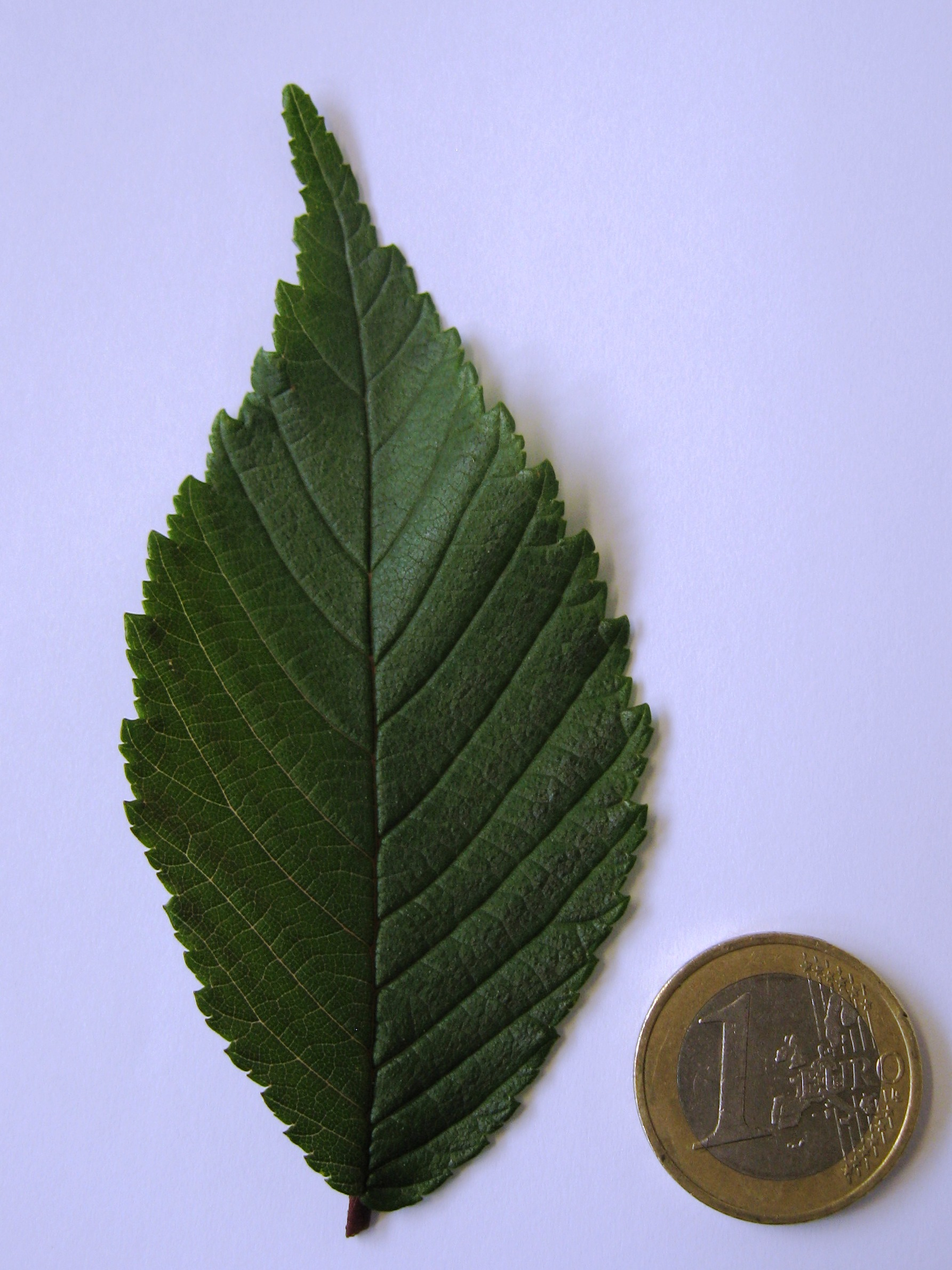